# Jaws Wired Shut
«Jaws Wired Shut» (с англ. — «С широко закрытой челюстью») — девятый эпизод тринадцатого сезона мультсериала «Симпсоны». Впервые вышел в эфир 27 января 2002 года.

## Сюжет
В городе событие — по улицам Спрингфилда маршируют участники гей-парада. Немного поглядев на платформы гомосексуалов, Симпсоны решают пойти куда-нибудь подальше от этого шествия. На этот раз они идут в кинотеатр на премьеру нового фильма «Шматрица». Перед показом фильма демонстрируются «Щекотка и Царапка», а после них зрителей ожидает куча рекламы, как трейлеров новых фильмов, так и просто рекламы. От нетерпения Гомер очень злится, бежит к сцене и начинает громко требовать прекратить показ рекламы и начать наконец показывать фильм. Его поддерживают все остальные зрители. Услышав недовольные возгласы зрителей, рабочие кинотеатра решают устранить зачинщика бунта и начинают гоняться за Гомером. Но Симпсон не промах — он выбегает из кинотеатра и вовсю удирает от преследователей. Тем временем Мэр Квимби ставит возле мэрии золотую статую известному спрингфилдскому боксёру Дредерику Татуму. Убегая от преследователей, Гомер не замечает статуи и врезается в «боксёрский кулак» собственной челюстью. Статуя цела, а вот челюсть Гомера — нет. Доктор Хибберт ставит Гомеру пластины и запрещает ему временно есть твёрдую пищу и делать прочее, способное навредить его челюсти.
Новая жизнь Гомера становится невыносимо скучной: он не может есть любимую еду и рассказывать другим о своих делах, а также упускает возможность получить пожизненный запас пива «Дафф». Но вскоре Гомер придумал выход: он достал дощечку, на которой можно писать и начал интересоваться у членов семьи, как их дела, что их беспокоит и так далее. Новый слушающий Гомер нравится всей семье куда больше старого болтливого. Близится Спрингфилдский званый ужин. Раньше Мардж не хотела брать с собой Гомера, ведь в прошлом году он испортил праздник своими выходками. Но теперь Гомер стал более спокойным и культурным. Поэтому Симпсоны идут на званый ужин, и там Гомер показывает себя с лучшей стороны, чем в прошлый раз. Этим он завоёвывает интерес и уважение многих знатных людей. Но на следующий день Доктор Хибберт снимает Гомеру пластины. Мардж боится, что её муж вернётся к своему бывшему состоянию, но Гомер слишком рад новым открытиям, которые он открыл благодаря сломанной челюсти, и не меняется. Вскоре его и Мардж приглашают на шоу Линдси Нейгал «Полуденный Трёп». Там Гомер торжественно клянётся, что теперь он будет таким спокойным и рассудительным всегда и больше не позволит себе совершать глупости. Угадайте, сколько Мардж смогла спокойно прожить с новым Гомером? Пять очень скучных дней. Мардж очень быстро понимает, что без выходок Гомера ей самой стало очень скучно жить. Поэтому Мардж решает кардинально разнообразить свою жизнь и идёт на дерби «Гонки На Выживание», на которые Гомер купил билет ещё до того, как сломал челюсть. Там она довольно неплохо таранит другие автомобили, но быстро попадает в неприятность, когда неизвестный гонщик решает разбить её машину вдребезги. Гомер узнаёт о поступке Мардж и вместе с детьми спешит на стадион, дабы её спасти. Рассудительный Гомер не знает, как спасти Мардж, но банка пива Дафф быстро придаёт Гомеру смелости. Он прискакал на трассу на осле, а когда тот уснул, Гомер голыми руками спас Мардж от смерти, ведь спустя секунду машина Мардж перевернулась и взорвалась. Мардж понимает, что их семье нужен «живчик» и пускай им будет Гомер. Обнявшаяся пара уходит со стадиона, на котором неизвестный гонщик продолжает таранить другие машины…